# Sankt Olofs kyrkoruin

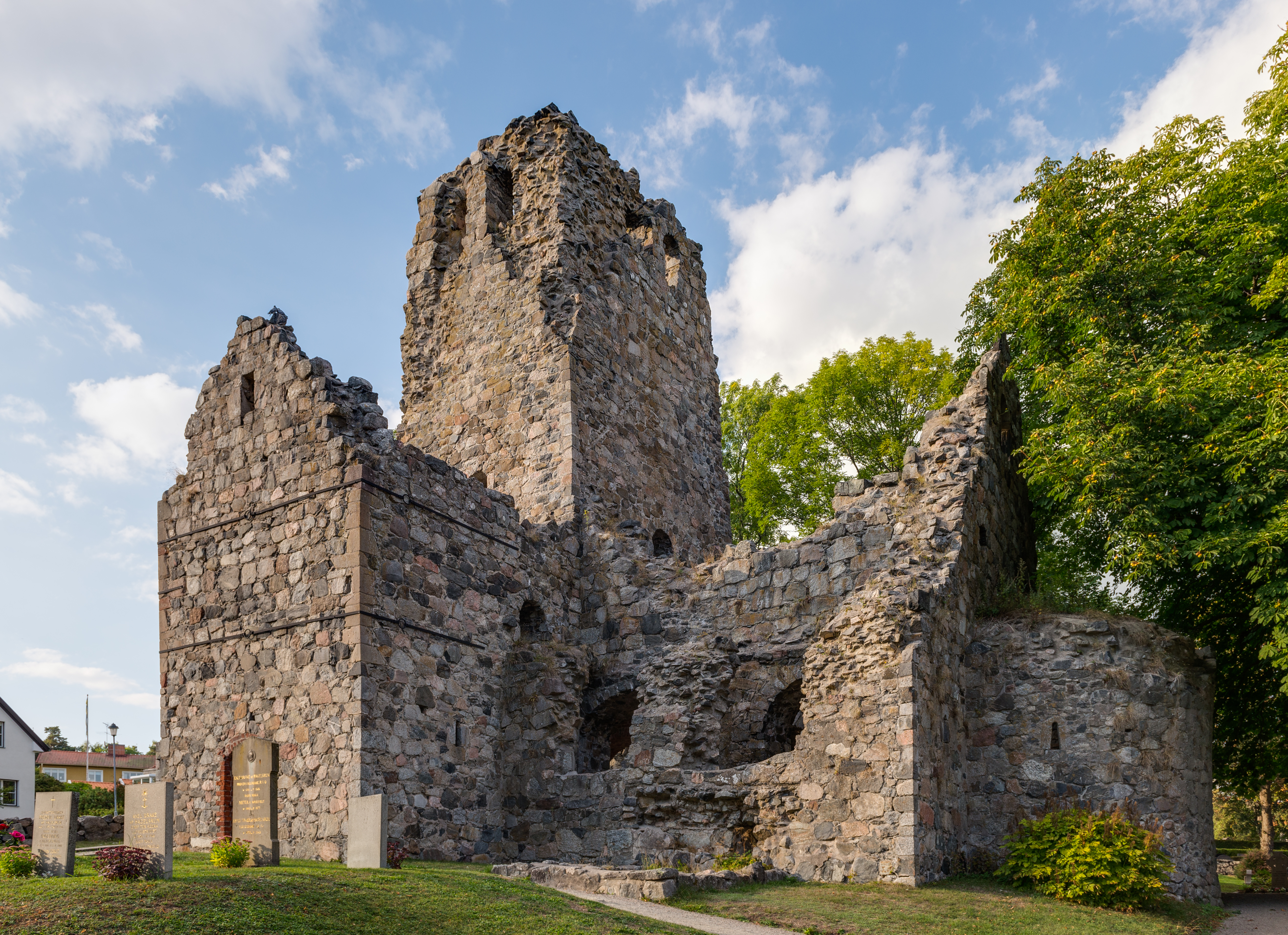
Sankt Olofs kyrkoruin i Sigtuna.

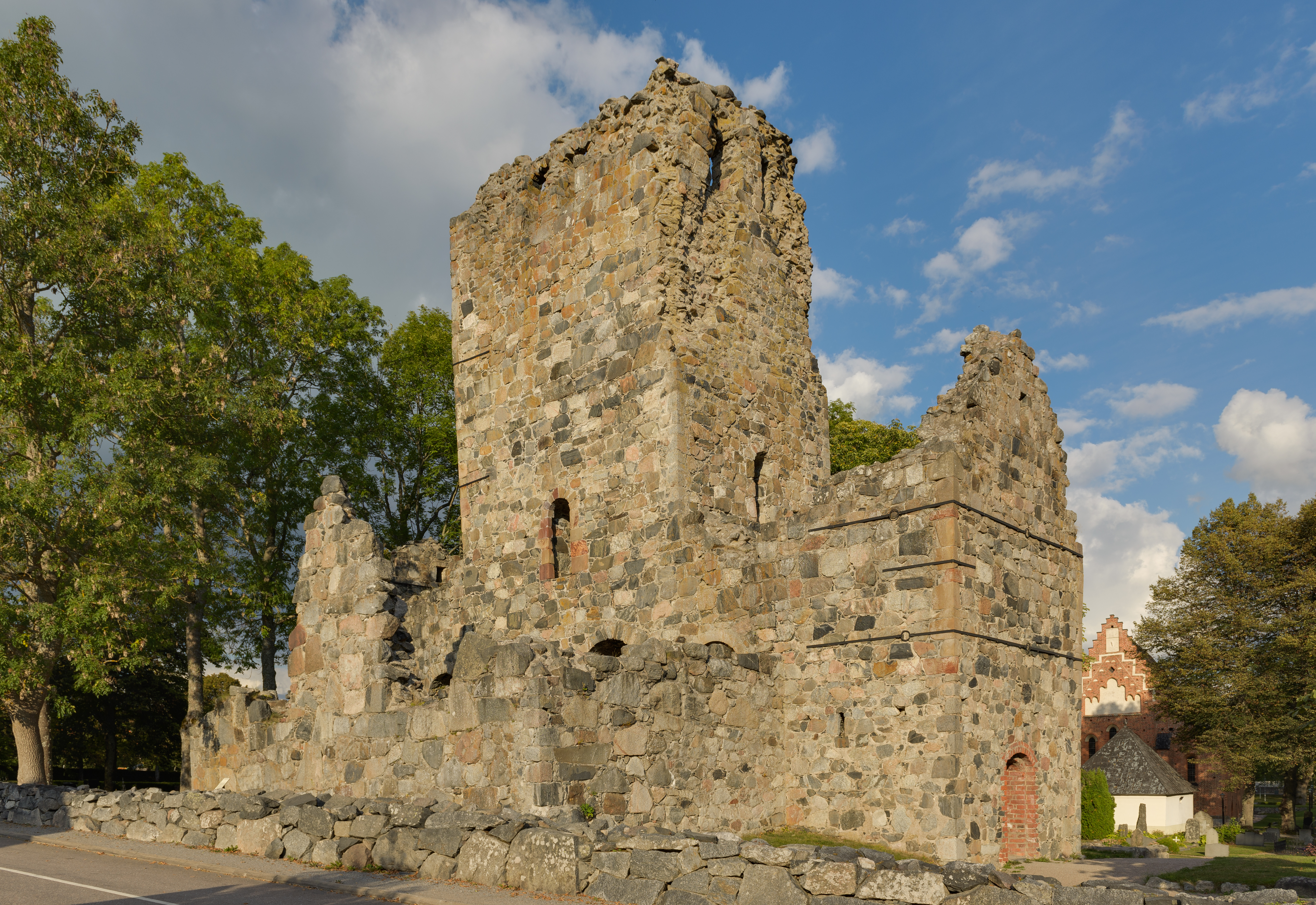
Genom utgrävningar av Sankt Olofs kyrka har man funnit att den kyrka vi ser rester av idag vilar på en äldre byggnad, kanske den äldsta stenkyrkan i Sverige.

Sankt Olofs kyrkoruin är en kyrkoruin i Sigtuna. Den ligger på kyrkogården väster om Mariakyrkan i Sigtuna i den dåtida stadens östra utkant. Kyrkan har en byggnadshistoria som starkt påminner om den näraliggande Sankt Pers kyrka, de är ungefär samtida. I första omgången omkring år 1100 byggdes centraltorn, kor och tvärskepp. I ett senare skede tillkom långhuset som dock byggdes med reducerad längd. Alldeles intill kyrkoruinen finns en källa som troligen har samband med kulten kring kyrkans skyddshelgon Olof den helige. 
Vid undersökningar sommaren 2005 inne i Sankt Olof påträffade arkeologer djupt under golvet grunden till en äldre stenkyrka.

## Kyrkoruinen

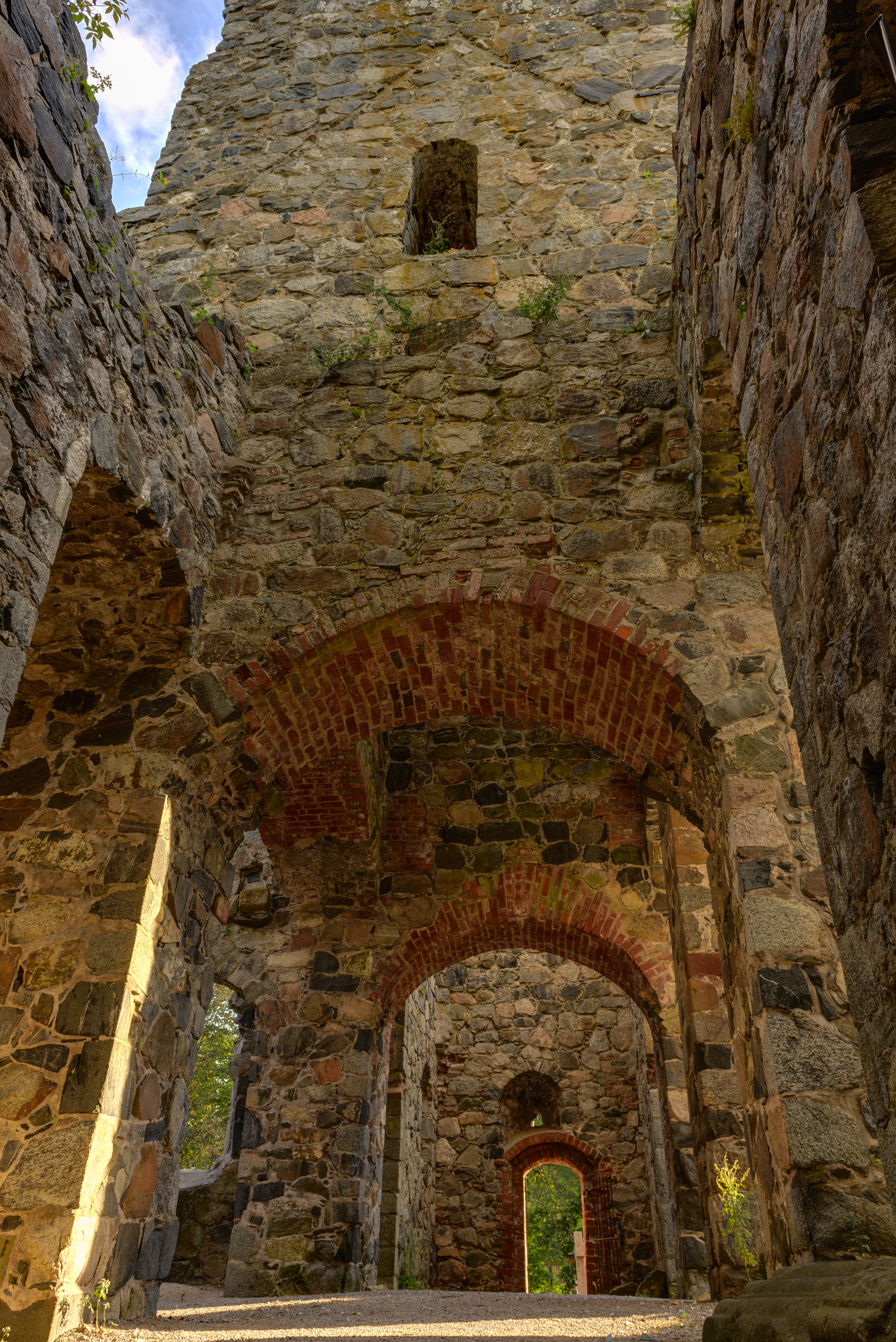
Ruinen efter kyrkan, vy mot tornet.

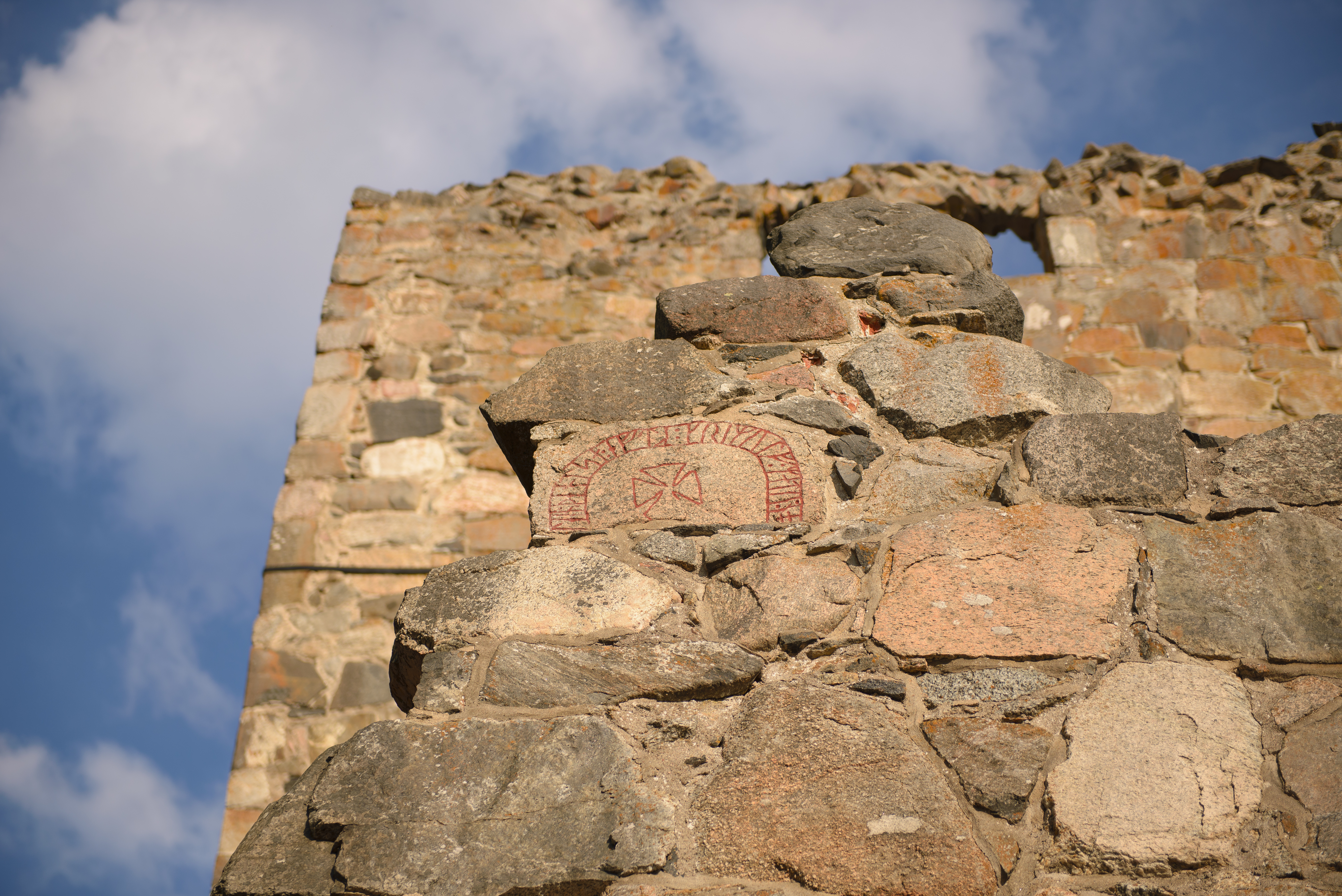
Runsten (U 385) i ruinen.

Sankt Olofs kyrkoruin byggdes ovanför en äldre offerkälla. Ruinen är i likhet med Sankt Pers kyrkoruin välbevarad och den kan upplevas. Bortsett från tornet över korsmitten är den annars helt olik sin föregångare. Sankt Olof anses rest omkring 1100-talets mitt, eventuellt är den inte rest förrän under senare delen av århundradet, när Sigtuna definitivt övergivits som biskopssäte. Arkeologiska undersökningar har nämligen gjort klart att kyrkan ursprungligen planerats med ett långhus, vilket skulle bli lika stort som koret. Men projektet behövde tydligen inte förverkligas. Det är svårt att hitta direkta förebilder till kyrkans märkliga planlösning. En av många tankar som framförts är att helgedomen uppfördes på platsen för en äldre stavkyrka, som den också i vissa avseenden kanske efterliknade.
Sankt Olof har varit knuten till kulten kring den norska helgonkungen Olav den helige (995-1030), Olav Haraldsson, kallad den helige (eller S:t Olof), på norska Olav den hellige, som levde kring år 1000. Sankt Olof var kung av Norge och han är landets nationalhelgon. I början av 1000-talet färdades han flera gånger genom Sigtuna. Olav var i yngre år en framgångsrik viking. Han plundrade i Mälaren, i Östersjön och runt Danmarks kuster. Olof blev Nordens första och mest populära helgon. Söder om koret finns en brunn, den är möjligen en gammal offerkälla, som kommit att sättas samman med Oloflegenden. Offerkällorna var föremål för kulthandlingar och man offrade där mynt och värdeföremål. En offerkällas vatten ansågs ha läkekraft och man drack det eller använde det för begjutning av sjuka människor. Brunnen har varit överbyggd och stått i förbindelse med koret via en öppning nere vid golvet. Det kan hända att ett skrin med Sankt Olofs reliker stått framför altaret.

## Andra kyrkoruiner i Sigtuna
Ytterligare två kyrkoruiner finns i Sigtuna.
- Sankt Pers kyrkoruin ligger väster om den medeltida stadskärnan invid prästgården. Sankt Pers kyrka anses ha varit ärkestiftets domkyrka före flytten till Gamla Uppsala 1190.
- Sankt Lars kyrkoruin ligger längs Prästgatan. På Klockbacken i Sigtuna, väster om S:t Lars kyrkoruin och ovanför Prästgatan står en klockstapel.[3]

## Bildgalleri

### Exteriör

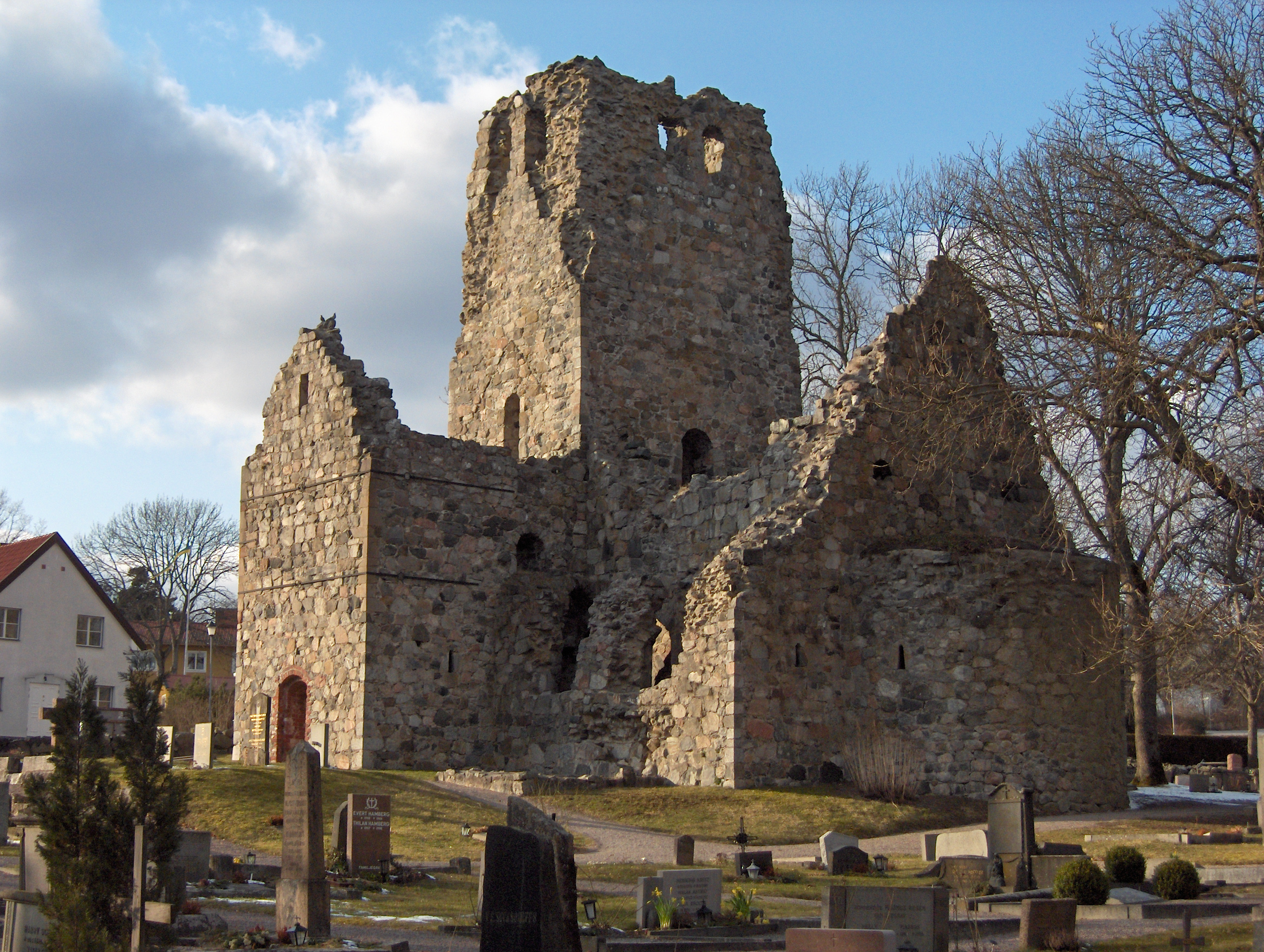
Sankt Olofs kyrkoruin, exteriören är förhållandevis välbevarad.
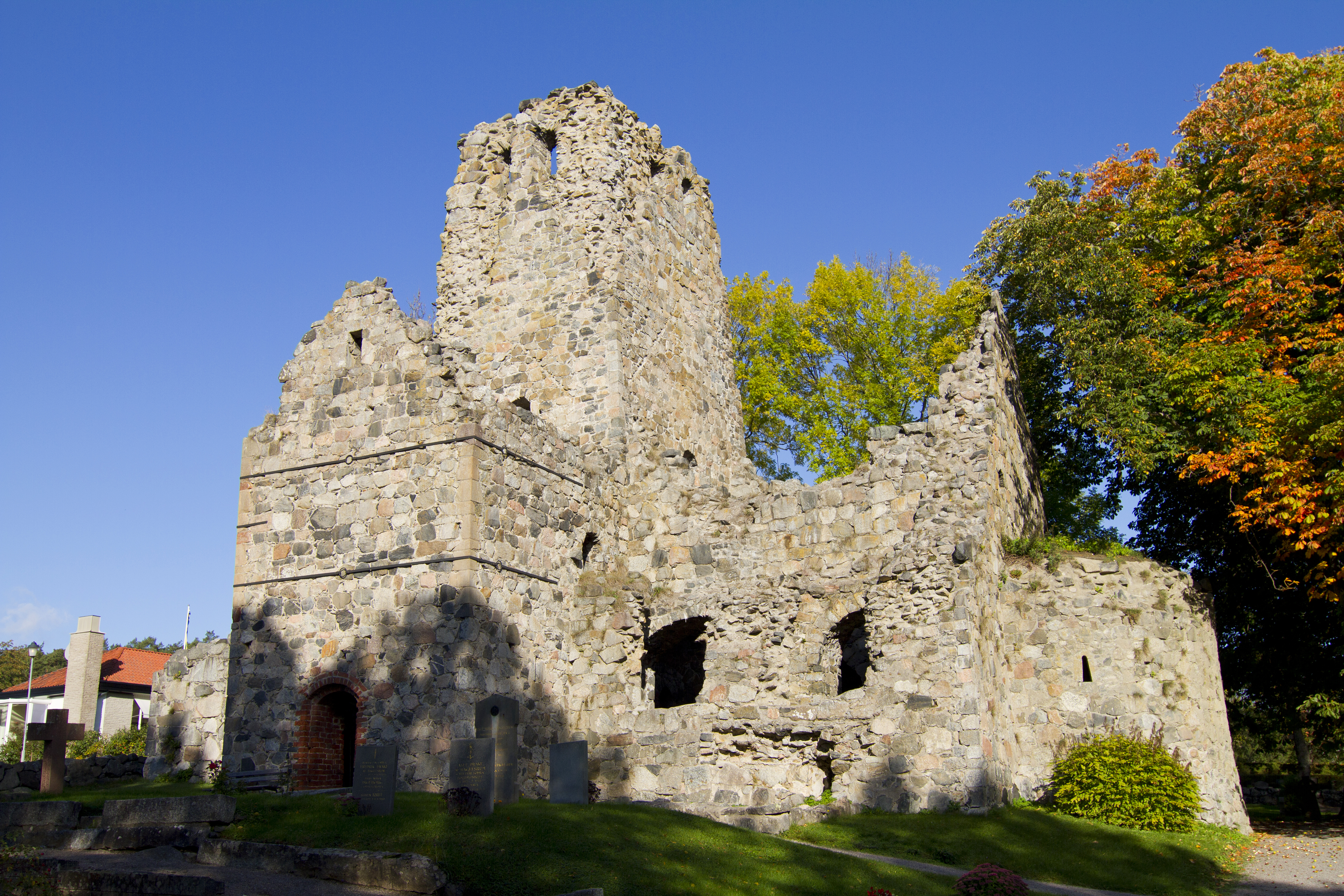
Sankt Olofs kyrkoruin, som anses rest vid 1100-talets mitt.

### Interiör

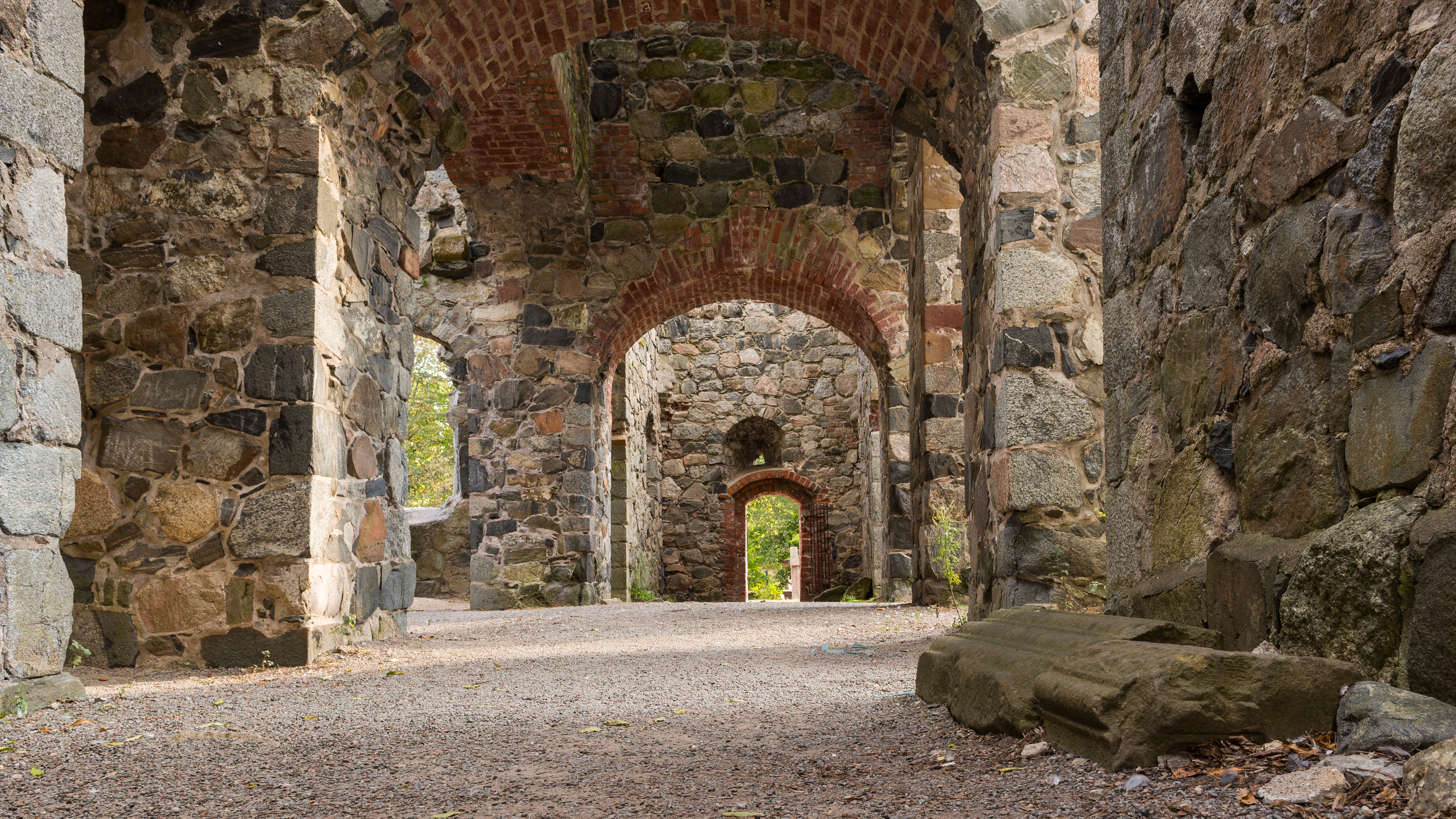
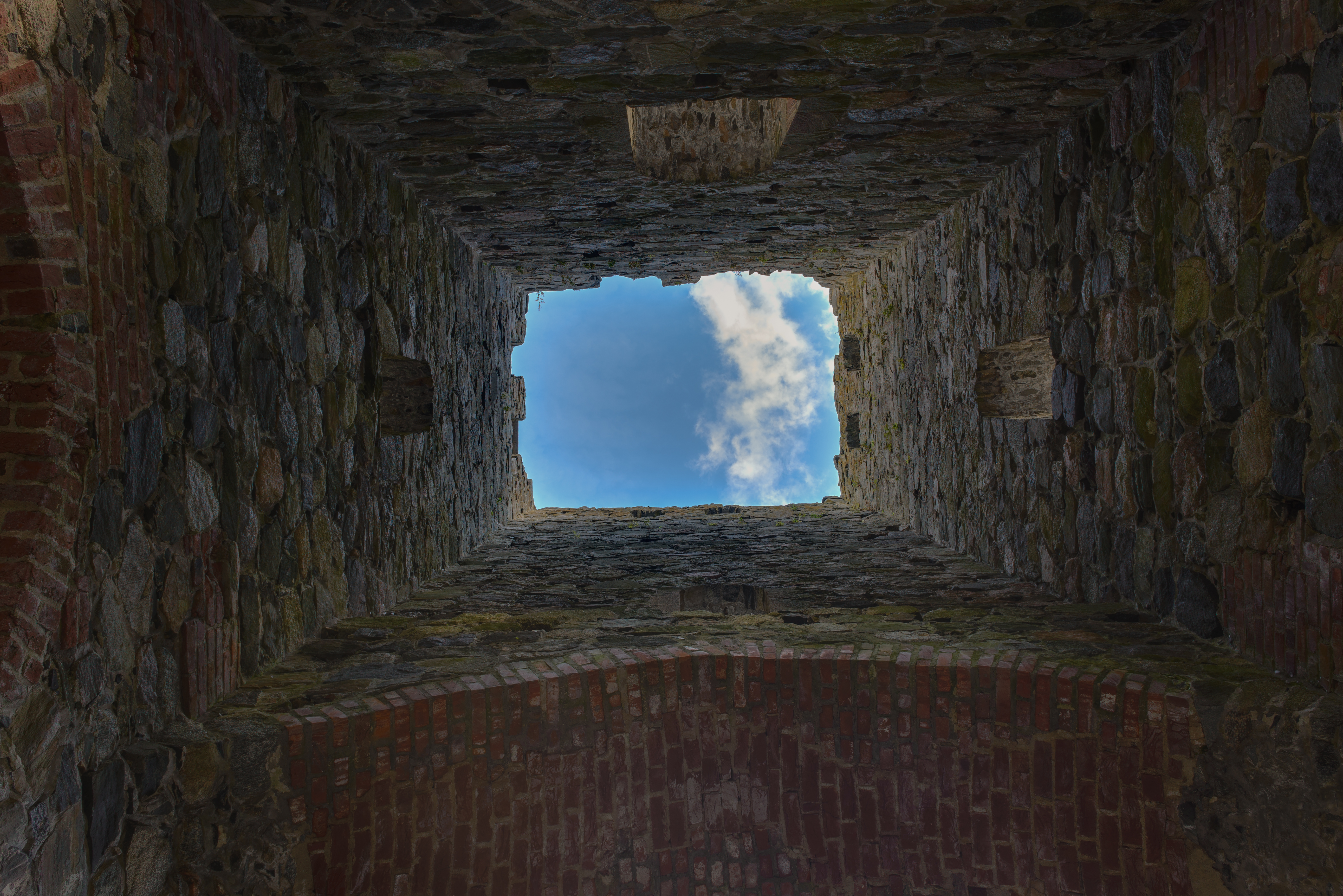
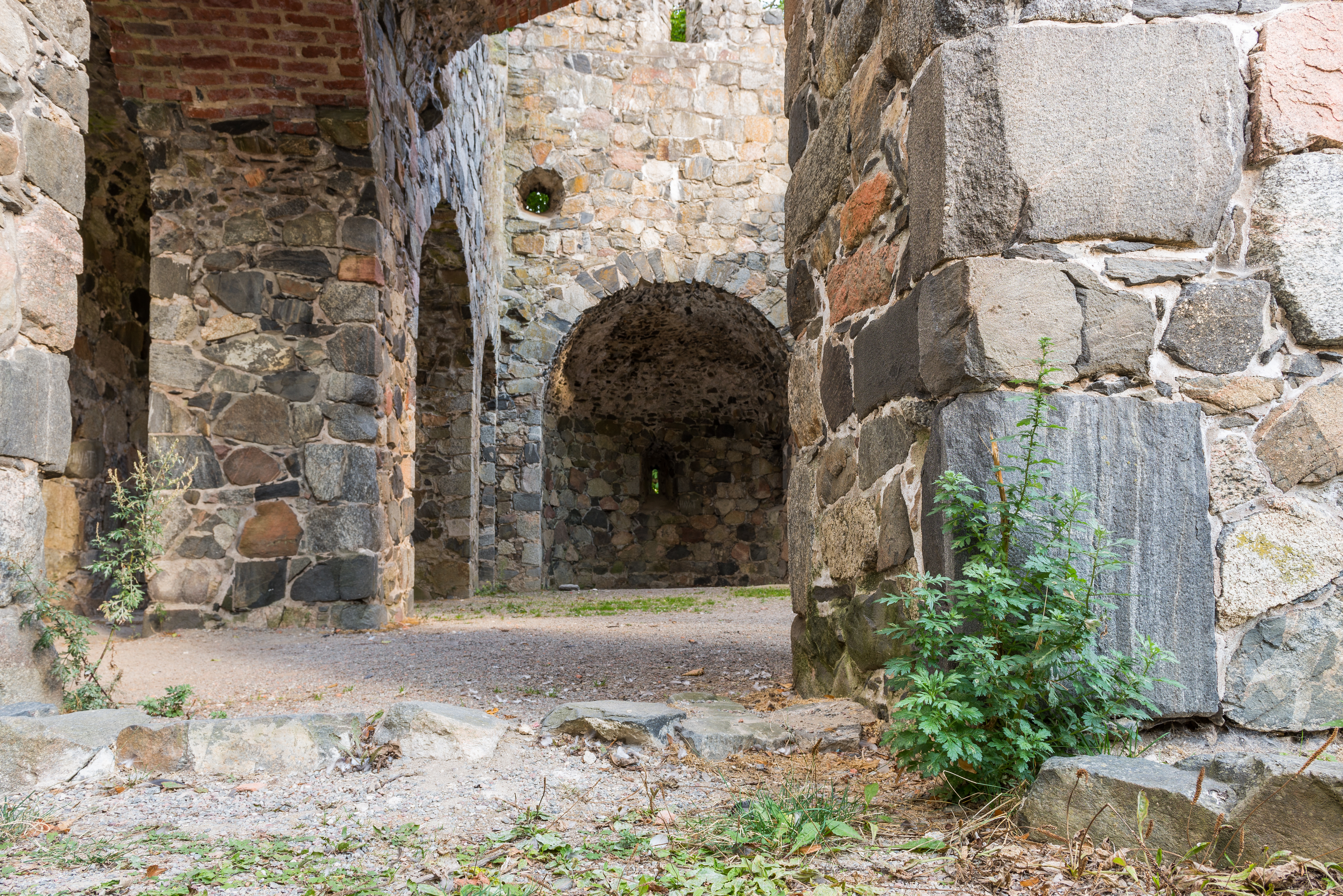
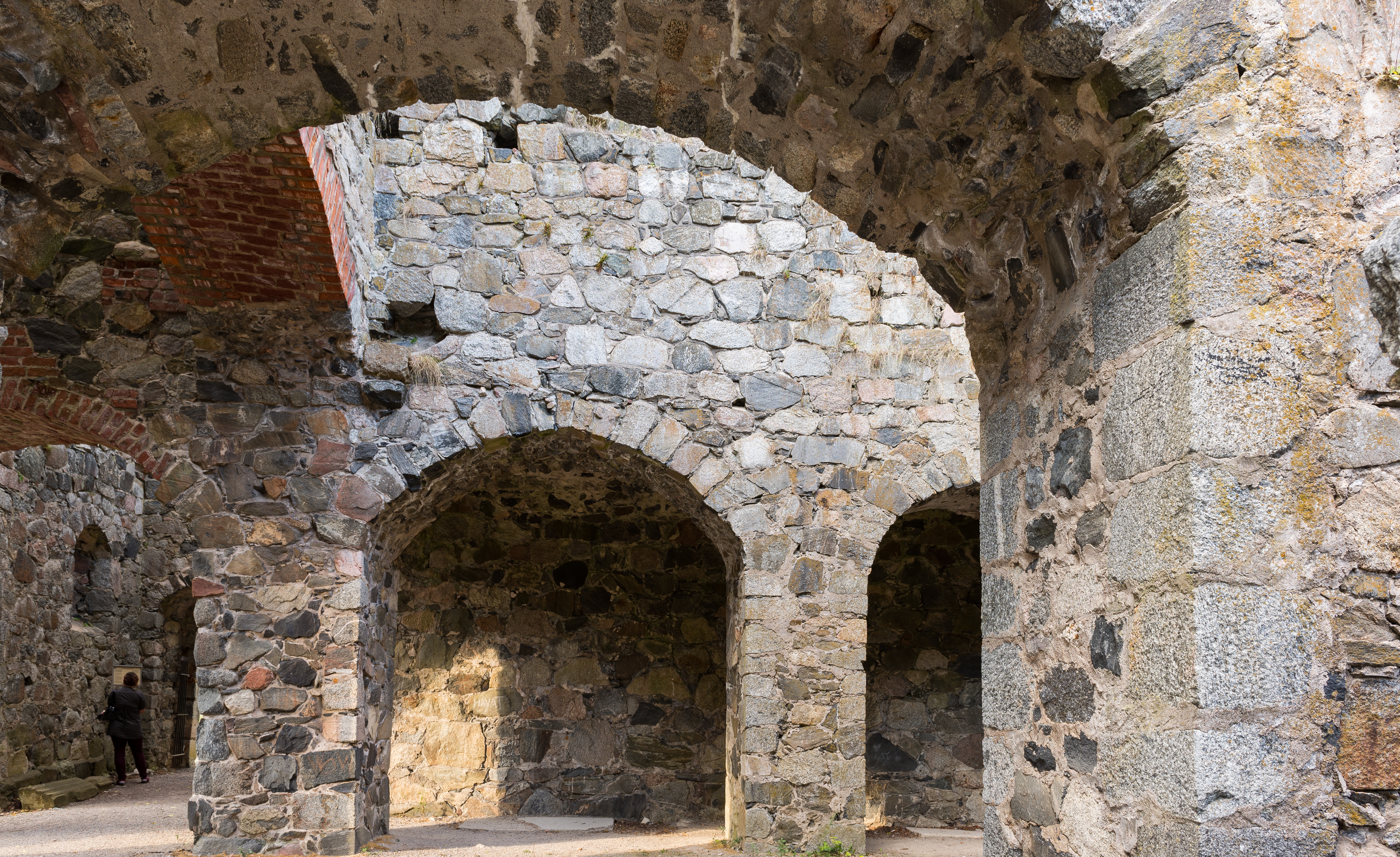